# Abraham van Arbela
De heilige Abraham van Arbela (ook bekend onder de naam Abramius) (? - Telman, ca. 348) was een bisschop van Arbela in Assyrië, het huidige Erbil in Irak.
Over zijn leven is weinig bekend. Hij werd gemarteld en later onthoofd onder Shapur II omdat hij weigerde om de zon in Telman (Perzische Rijk, nu Azerbeidzjan) te aanbidden.
Zijn feestdag valt op 31 januari en op sommige kalenders 4 februari.